# Мамикіна Катерина Олексіївна
Катери́на Олексі́ївна Мами́кіна (нар. 22 жовтня 1923, Харків — пом. 1 квітня 2003, Київ) — українська актриса музичної комедії, відома за виступами в Харківському театрі музичної комедії та Київському театрі оперети (1944—1989). Заслужена артистка УРСР.

## Життєпис
Катерина Мамикіна народилась у Харкові 1923 року. Мала талант балерини, але театральної освіти не отримала. Закінчила лише однорічні курси балету при Харківському театрі опери і балету.
Під час окупації Харкова танцювала в популярному ресторані «Люкс» на вул. Сумській, завдяки чому стала досить відомою балериною серед харків'ян. Після звільнення міста почала працювати в Харківському театрі музичної комедії. Згодом вийшла заміж за відомого театрального діяча — художнього керівника цього театру Григорія Лойка.
В 1944 році подружжя переїхало до Києва, де вони почали працювати в Київському театрі музичної комедії (нині — театр оперети). За роки роботи в цьому театрі Катерина Олексіївна зіграла 146 ролей. Стала однією з найбільш популярних його актрис. Особливо популярною була її роль Бетті в «Одинадцять невідомих» М. Богословського. На цей спектакль майже неможливо було придбати квитки.
За амплуа була субреткою, грала переважно комедійних персонажів, жвавих, дотепних, спритних дівчат, як правило служниць. «Або артистка К. Мамикіна. Хто ж насмілиться сказати, що це співуче чудо, це уособлення радощів життя менше захоплює нас в „Невільниці“, ніж у ролі Аделі з „Кажана?“», — відзначав критик.
Катерина Олексіївна до останніх днів життя цікавилась життям рідного театру.
Вона відійшла у вічність 1 квітня 2003 року.

## Ролі
- Стасі («Сільва» І. Кальмана)
- Кароліна («Принцеса цирку» І. Кальмана)
- Адель («Кажан» Й. Штрауса)
- Бетті («Одинадцять невідомих» М. Богословського)
- Лариса («Біла акація» І. Дунаєвського)
- Катя («Вогники» Г.  Свиридова)
- Княгиня Божена («Маріца» І. Кальмана) — остання роль в театрі